# 上伏村
上伏村，是中华人民共和国山西省晋城市阳城县润城镇下辖的一个村。
2016年12月9日，上伏村公布为第四批中国传统村落。
2019年1月21日，上伏村公布为第七批中国历史文化名村。